# Pedra da Panela

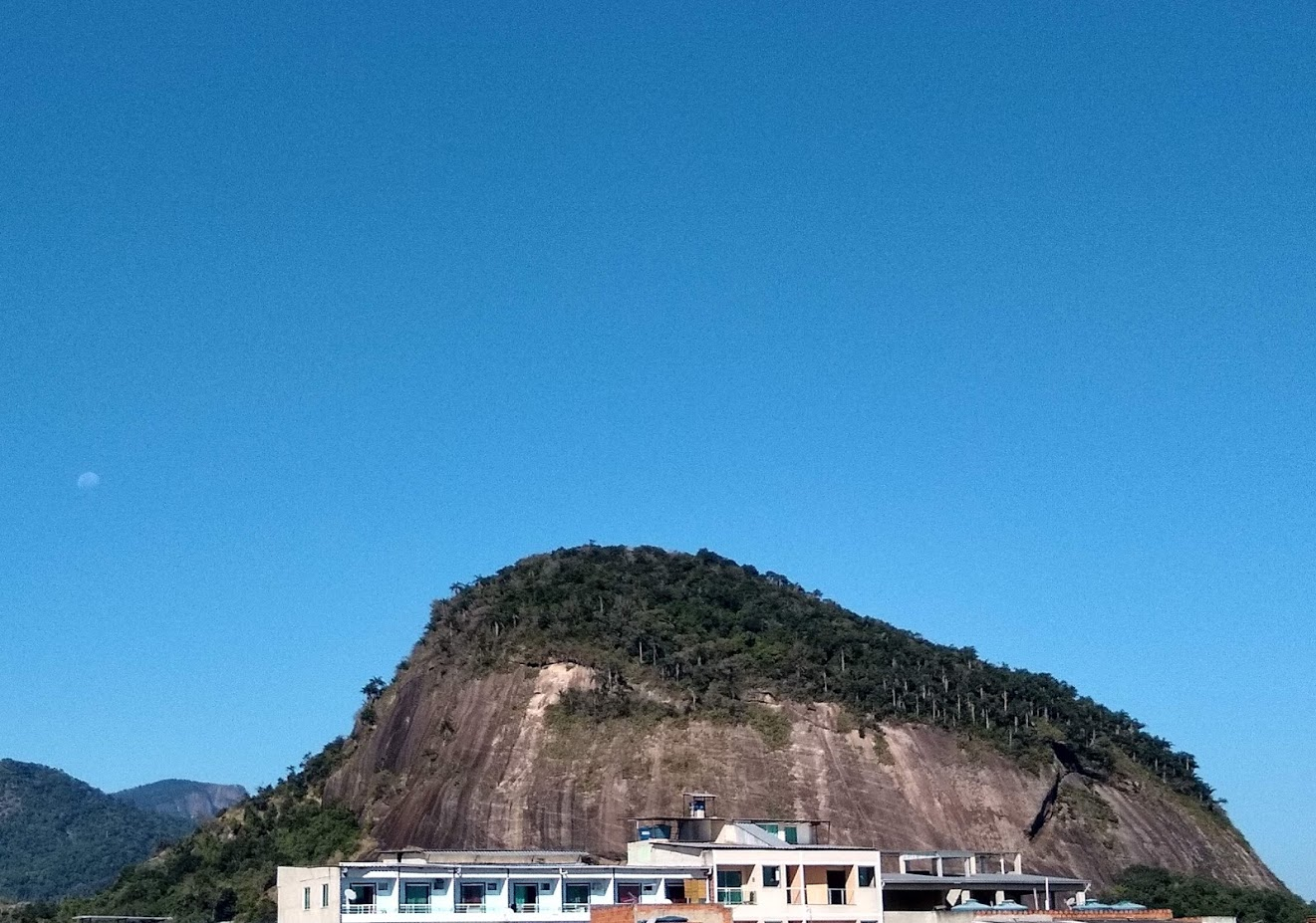
Pedra da Panela com a lua no fundo.

A Pedra da Panela é um monólito situado na Baixada de Jacarepaguá, Zona Oeste do Rio de Janeiro. Está localizada entre os bairros do Anil, Gardênia Azul e Rio das Pedras. Possuí aproximadamente 200 metros de altura.

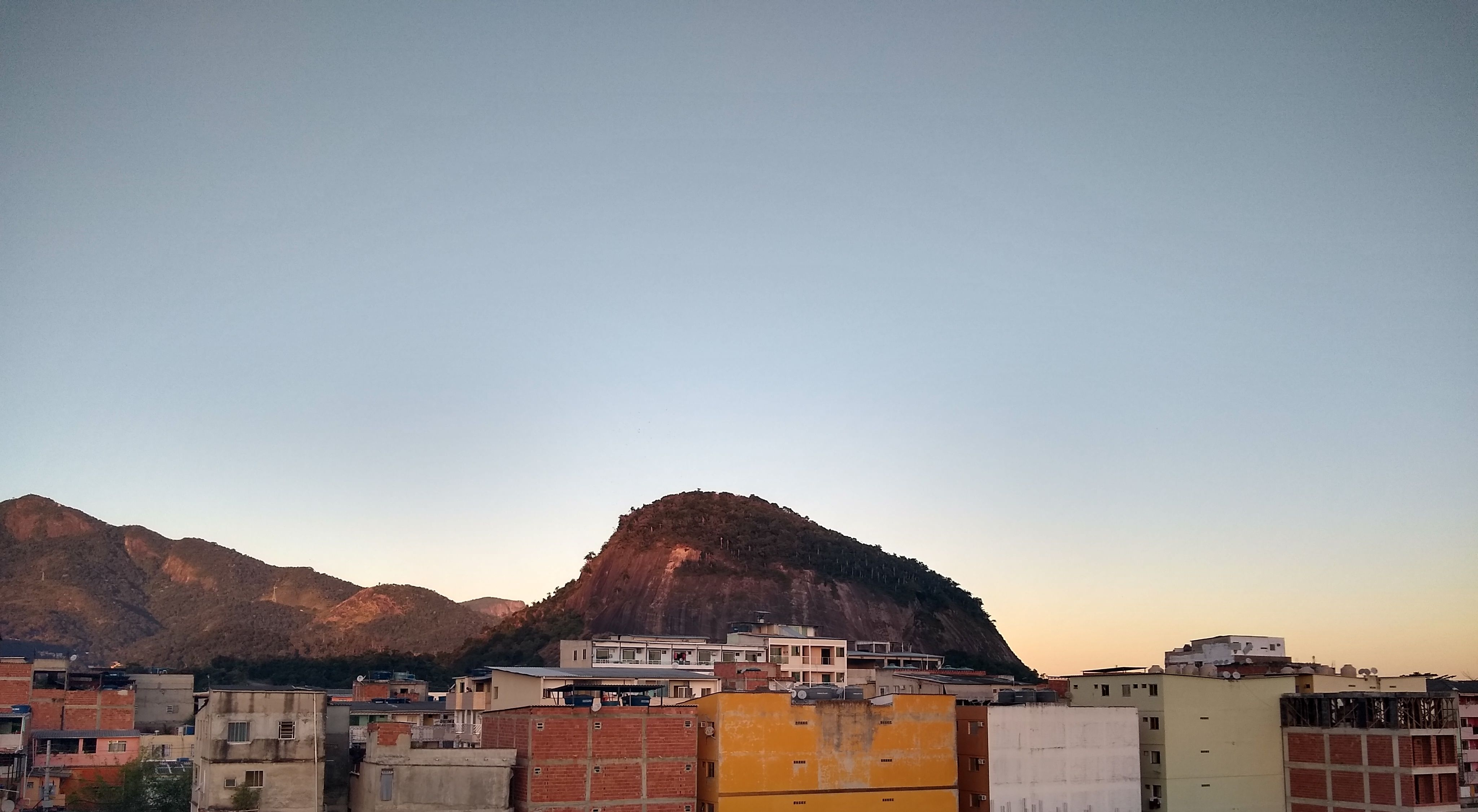
Vista parcial da Pedra. Em primeiro plano, alguns domicílios da Gardênia Azul e à esquerda um pequeno trecho do Maciço da Tijuca.

## Topônimo
A Pedra recebeu esse nome em decorrência de seu peculiar formato, que se assemelha a uma panela, tanto que suas vias de escalada possuem nomes de comidas.

## Vegetação
O seu topo possuí uma pequena vegetação típica da Mata Atlântica, assim como o seu entorno. Vale ressaltar também que essa área é de grande importância, pois se trata de uma das poucas áreas desse bioma que permanece intacta.

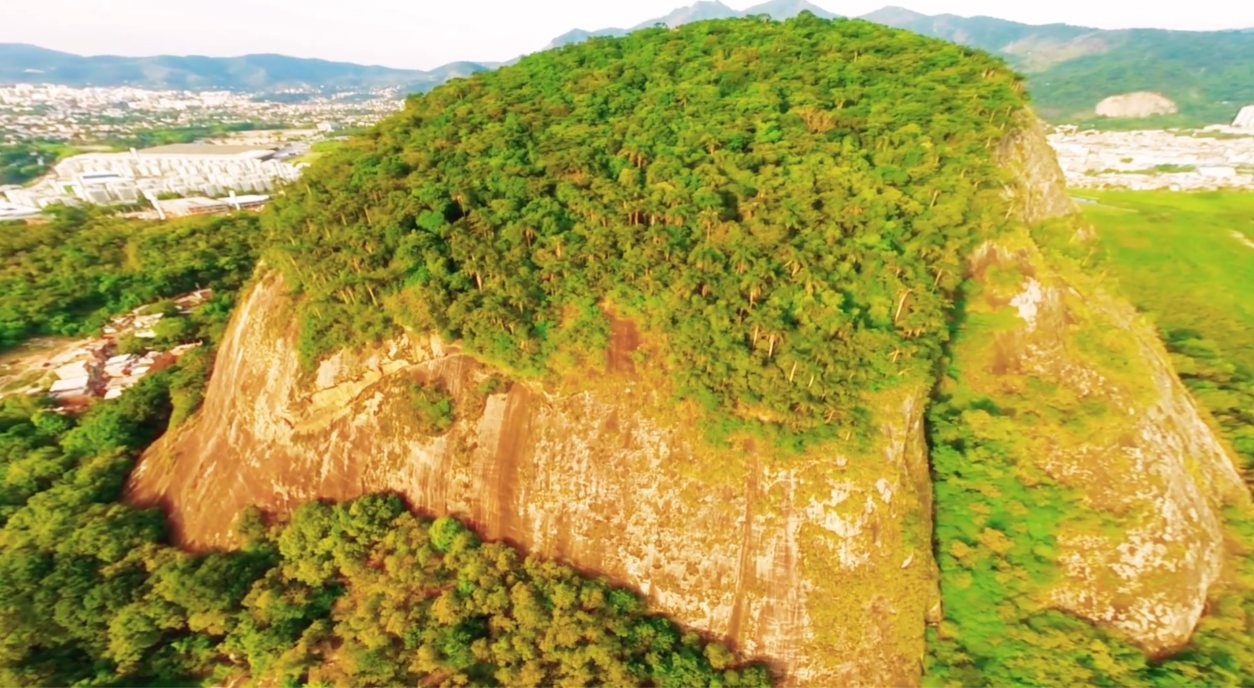
Visão do topo da Pedra

## Situação estadual
A Pedra da Panela foi tombada pelo Instituto Estadual do Patrimônio Cultural como monumento natural através do Decreto N° 3046 de 27 de Abril de 1981, sendo indicada como Subzona A-11. É considerada de preservação ambiental dos monumentos naturais tombados e das paisagens locais não passiveis e aproveitamento a qualquer título por parcelamento ou edificações.